# Matei
Matei è un comune della Romania di 2895 abitanti, ubicato nel distretto di Bistrița-Năsăud, nella regione storica della Transilvania.
Il comune è formato dall'unione di 6 villaggi: Bidiu, Corvinești, Enciu, Fântânele, Matei, Moruț.